# Hollandse kwaker

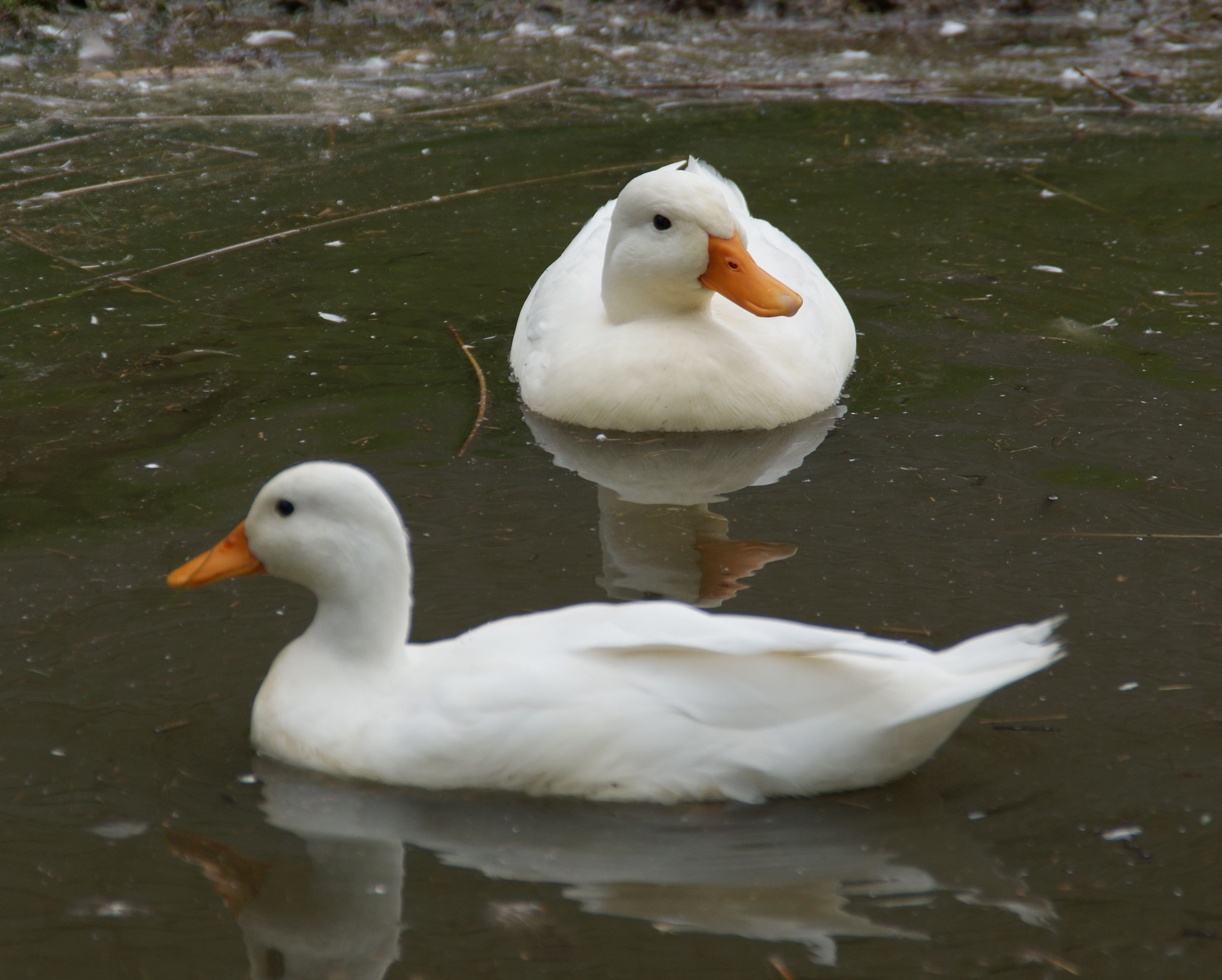
Witte kwaker

De Hollandse kwaker is een klein gedomesticeerd eendenras, ook wel witte kwaker genoemd omdat een bekende variëteit wit van kleur is. De eend komt oorspronkelijk uit Zuidoost-Azië en is een van de vele varianten van de pekingeend. Over de oorsprong van het ras zijn verschillende hypotheses. Het ras was al bekend in de 19e eeuw en zou van Hollandse oorsprong zijn of meegebracht door Hollandse zeevaarders uit China of Japan, al dan niet als fokproduct. In andere landen zijn ze bekend onder de namen Zwergente (de), Call duck (en) of Canard mignon (fr).

## Kenmerken
De kwaker is het kleinste tamme eendenras en heeft een snel repeterende lokroep (vrouwtjes). Het lijf is klein en kort, compact gebouwd, de rug is horizontaal, de kop is klein en rond met bolle wangen en een korte brede snavel. De poten staan midden onder het lichaam. Het gewicht is 700-900 gram. Het ras wordt vooral voor de sier gehouden in 44 erkende kleurslagen, waarvan de oude kleuren wit en wildkleur het populairst zijn. Er zijn ook gekuifde kwakers gefokt. Een volwassen kwaker weegt circa 700-900 gram.

## Domesticatie

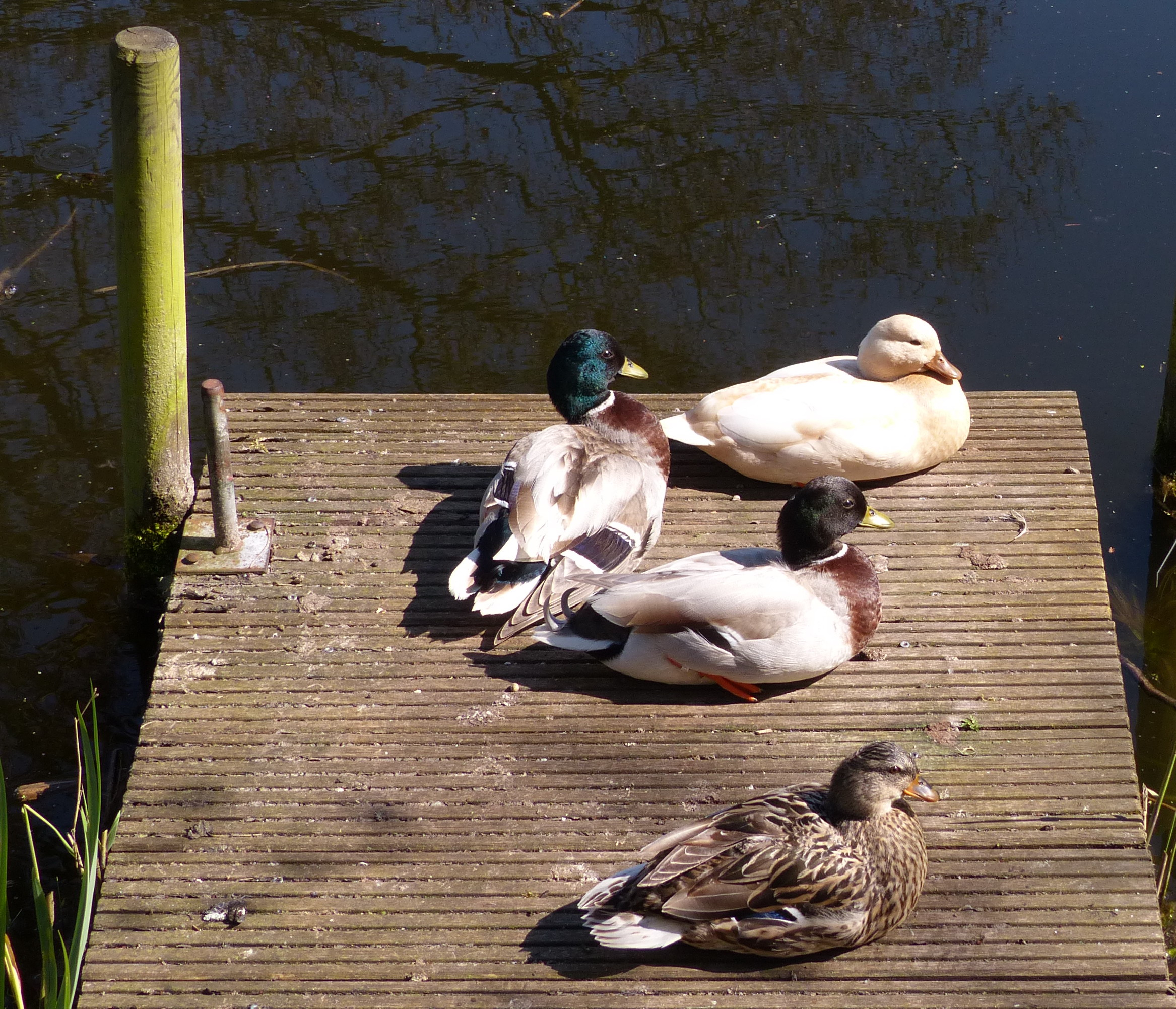
Enkele kleurvariaties

De Hollandse kwaker is een ras dat werd geselecteerd op het vermogen tot luid kwaken. Het doel van dit luide kwaken was om in eendenkooien de kooiker (eigenaar van de eendenkooi) te helpen bij het lokken van wilde eenden. De wilde eenden werden door het kooikerhondje gelokt naar de zogenaamde pijp, waarna de eenden 'de pijp uit gingen' voor de poelier. 
Tegenwoordig worden eendenkooien gezien als cultureel erfgoed en worden enkele locaties nog steeds gebruikt. Het doel is echter veranderd: de gevangen eenden worden met een voetring gemerkt en weer losgelaten voor vogelonderzoek. 
Behalve selectie op kwaakvermogen zijn ze ook geselecteerd op formaat. Hoe kleiner de eend, hoe beter. Het was immers van belang dat ze niet te veel voer aten, zodat de kosten voor de kooiker beperkt bleven. Dit verklaart waarom kwakers zo klein zijn. Later, toen de eendjes meer door liefhebbers werden gehouden, werden ook vele kleurslagen gefokt. Hollandse kwakers zijn populaire hobbyeendjes die men ook vaak op tentoonstellingen tegenkomt in allerlei kleurvariaties, zoals wildkleur, meeskleur, wit, blauwwildkleur, bruinwildkleur, spreeuwkop, bont, spreeuwkop-witborst, zwart-witborst, geelblauw-wildkleur en geelbuik. De witte kwaker komt niet vaak voor, waardoor hij vrij prijzig is.

## Voeding
De Hollandse kwaker voedt zich met zaadjes op de grond, groenvoer (onder meer sla en vogelmuur), muggenlarven, vliegen en andere insecten, regenwormen en kleine slakken; aangezien de kwakers praktisch nergens in het wild leven, eten ze vooral eendenvoer of -korrels. Ook fijne steentjes worden opgenomen omdat dit helpt bij de vertering en een bron is van calcium en andere mineralen. In het wild eten de beestjes vooral waterplanten.

## Van kuiken tot eend
De eieren zijn ongeveer een kwart kleiner dan die van een legkip en wit tot lichtgroen van kleur. Deze zijn eetbaar. De kuikens van de witte kwaker zijn kanariegeel en de onderdelen zijn nogal verschillend van formaat: een zeer klein lijfje met kleine vleugeltjes, grote poten met zeer grote zwemvliezen en een zeer lange snavel. Vaak worden ze een paar dagen na de geboorte gekortwiekt of geleewiekt zodat ze niet kunnen vliegen als ze opgroeien. Niet-raszuivere kuikens hebben vaak grote zwarte en zelfs bruine vlekken. De kuikens groeien snel op. Een paar uur na de geboorte kunnen ze zwemmen en na een paar weken kunnen ze vrij lange afstanden stappen. Als ze hun donsveren wisselen voor hun volwassen verenkleed verliezen ze ook een groot deel van hun vlekken. Nu pas valt het op dat de mannetjes (woerden) veel groter zijn dan de vrouwtjes en dat de snavel eigenlijk vrij klein is voor een volwassen eend. Ze worden 8 - 10 jaar oud.